# Centre de Xarxes Sismològiques de la Xina
El Centre de Xarxes de Terratrèmols de la Xina (xinès simplificat :中国地震台网中心; pinyin: Zhōngguó dìzhèn Tai wǎng Zhongxin) és una institució depenent de l'Oficina Sismològica de la Xina. És un dels centres més importants de la xarxa xinesa de reducció dels desastres del terratrèmol i la base d'informació per a la comunitat internacional. És el responsable de l'orientació operacional i la gestió de la xarxa sísmica nacional, la predicció de terratrèmols a curt termini, la recopilació de dades de terratrèmols, el processament d'informes, la gestió de la revista científica, operacions de construcció sismològiques, investigació tecnològica i resposta d'emergència i de socors, inclosa la seu d'ajuda per terratrèmols del Consell d'Estat de la República Popular de la Xina.